# ۸۰۸ (خورشیدی)
۸۰۸ هشتصد و هشتمین سال هجری خورشیدی است.